# Watanabe Yumi
Watanabe Yumi (渡邊 由美, sinh ngày 2 tháng 7 năm 1970) là một cựu cầu thủ bóng đá nữ người Nhật Bản.

## Đội tuyển bóng đá nữ quốc gia Nhật Bản
Watanabe Yumi thi đấu cho đội tuyển bóng đá nữ quốc gia Nhật Bản từ năm 1988 đến 1991.

## Thống kê sự nghiệp
| Nhật Bản  | Nhật Bản | Nhật Bản |
| Năm       | Trận     | Bàn      |
| --------- | -------- | -------- |
| 1988      | 2        | 0        |
| 1989      | 9        | 2        |
| 1990      | 6        | 0        |
| 1991      | 2        | 0        |
| Tổng cộng | 19       | 2        |